# Девід Грейнджер
Девід Артур Грейнджер (англ. David Arthur Granger; нар. 15 липня 1945, Джорджтаун, Британська Гвіана) — військовий і політичний діяч Гаяни, президент Гаяни з 16 травня 2015 року по 2 серпня 2020 року. Був радником з національної безпеки у 1990—1992 роках, лідер опозиції в Національній асамблеї Гаяни у 2012—2015 роках. Був кандидатом у президенти від опозиційної коаліції на загальних виборах у листопаді 2011 року, але зазнав поразки.

## Кар'єра
Грейнджер народився в Джорджтауні, здобув освіту в Королівському коледжі Гаяни, елітній і престижній школі, в якій до нього навчалися колишні президенти Форбс Бернем і Чедді Джаган, вчені Волтер Родні і Руперт Рупнарайн. Після закінчення Королівського коледжу він вступив до Коледжу кадетського корпусу королеви і в 1965 році вступив до Сил оборони Гаяни (GDF) як офіцер-курсант. Уже в наступному році він отримав чин другого лейтенанта та був направлений на навчання до військового коледжу в Нігерії. Далі він підвищував кваліфікацію у військових навчальних закладах Бразилії та Великої Британії.
В 1979 в чині бригадира Грейнджер був призначений головнокомандувачем армії Гаяни.
В 1990 обійняв посаду радника президента з національної безпеки, а в 1992 вийшов у відставку
Грейнджер в тому ж році заснував газету Guyana Review і став її відповідальним редактором. Він публікував статті на військові, історичні та соціальні теми.
В 2011 році Грейнджер став кандидатом опозиційної партії Народний національний конгрес на посаду президента країни, але за результатами парламентських виборів програв голосування представнику правлячих сил Дональду Рамотару та очолив парламентську опозицію.
В 2015 році в результаті дострокових парламентських виборів, через вотум недовіри, винесений Рамотару, ННК здобув перемогу, а Грейнджер був обраний новим президентом.

### Громадська діяльність
Грейнджер був обраний головою Історичного товариства, Товариства спадщини Гаяни, Гільдії випускників Університету Гаяни і шахової федерації Гаяни. Він був також членом Ради Університету Гаяни, Асоціації карибських істориків, Асоціації досліджень Карибського басейну, Асоціації преси Гаяни, фонду книг Гаяни, а на середину 2010-х членом Гайянського легіону і Опікунської ради Фонду ветеранів Гаяни.

### Публікації
Грейнджер є автором досліджень з питань національної оборони й громадської безпеки, зокрема, монографій і статей: National Defence: A Brief History of the Guyana Defence Force, 1965—2005; Public Security: Criminal Violence and Policing in Guyana; and Public Policy: The Crisis of Governance in Guyana; Five Thousand Day War: The Struggle for Haiti's Independence, 1789—1804; The British Guiana Volunteer Force, 1948—1966; The Guyana National Service, 1974—2000; The Guyana People's Militia, 1976—1997; The Queen's College Cadet Corps, 1889—1975; Guyana's Coinage, 1808—2008; The Era of Enslavement, 1638—1838; The Village Movement, 1839—1889.

### Нагороди

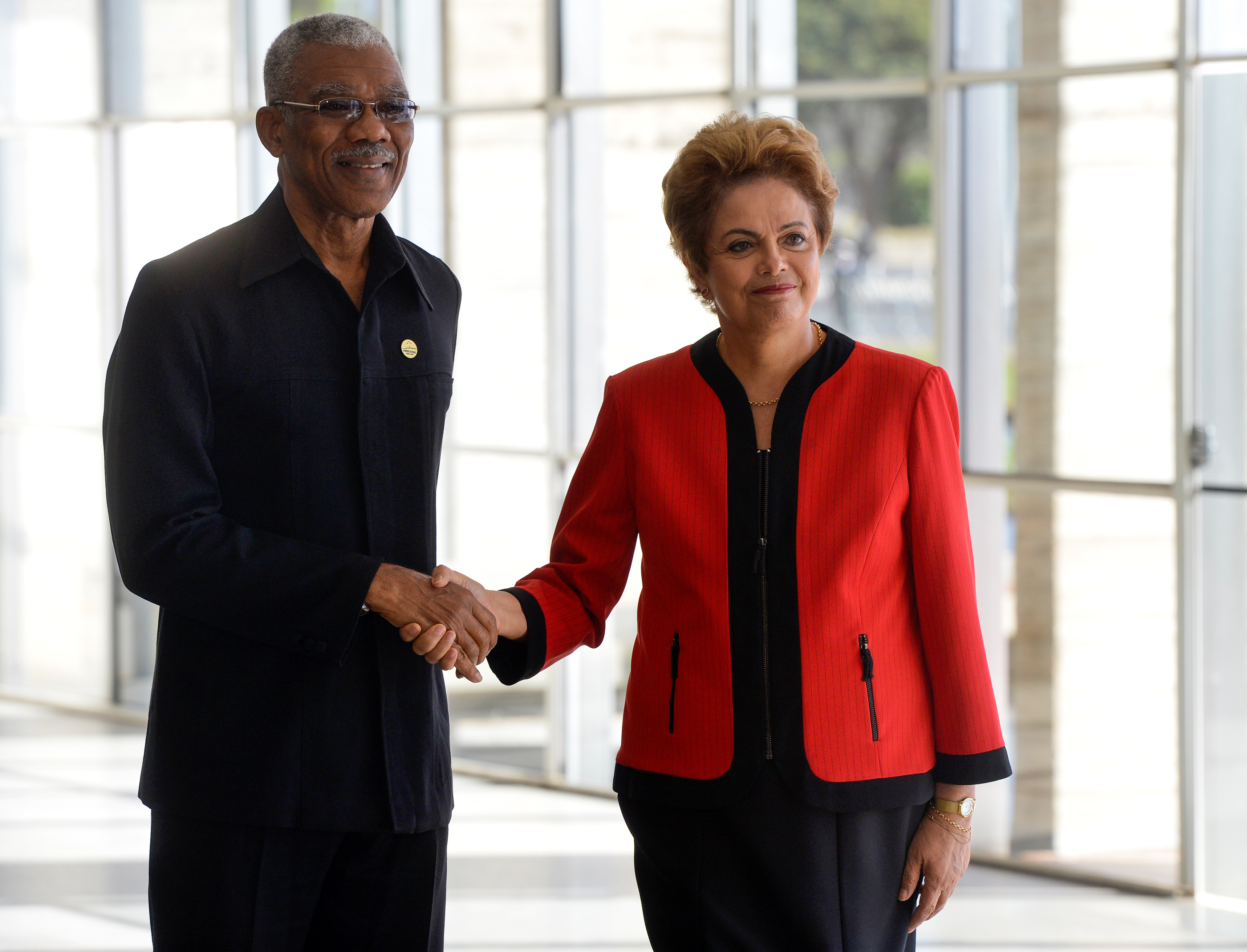
Грейнджер і президент Бразилії Ділма Руссефф, 2015.

Грейнджер є володарем трьох національних нагород: медалей за боєздатність (1976) і за військову службу (1981) та Зірки за видатну військову службу (1985).

## Особисте життя
Грейнджер одружений з Сандрою, уродженою Чан-A-Сью, і має двох дочок.